# Qualcuno verrà
Qualcuno verrà (Some Came Running) è un film del 1958 diretto da Vincente Minnelli e tratto dal romanzo Some Came Running scritto un anno prima da James Jones.

## Trama
David Hirsh è uno scrittore disilluso reduce dalla seconda guerra mondiale che torna a Parkman (sua immaginaria città natale) viaggiando su un pullman ripartito da Chicago in cui è stato caricato ubriaco. Sullo stesso pullman viaggia Ginnie Moorehead, una bella prostituta conosciuta nel bar di Chicago in cui aveva fatto sosta e che lo ha seguito, e l'uomo le lascia cinquanta dollari per tornare indietro. David aveva lasciato la cittadina sedici anni prima, quando suo fratello maggiore Frank lo aveva internato in un collegio. Frank ha sposato Agnes, donna di buona famiglia, la quale ha ereditato dal padre una gioielleria.
Frank aveva sempre tenuto molto allo status sociale suo e della moglie e il ritorno di David avrebbe potuto (dato il suo stile di vita sregolato) rappresentare un pericolo per la sua reputazione, per cui cerca di conferire rispettabilità allo scrittore presentandolo al professor Robert French e a sua figlia Gwen, insegnante di letteratura. Gwen ha un sincero interesse per i romanzi di David e si offre di aiutarlo a riprendere la sua attività interrotta a causa della guerra. Il reduce, tuttavia, per nulla attratto dall'ambiente tipico della borghesia provinciale, cerca contatti anche altrove. Fa amicizia con "Fischio", un giocatore di poker stabilitosi da poco a Parkman, il quale una sera lo invita a giocare una partita nel bar di Smitty. Qua David rincontra Ginnie insieme a Raymond Lanchak, un uomo alcolizzato innamorato di lei che l'ha seguita da Chicago ed è gelosissimo di lui. Lo scrittore esce dal locale insieme alla ragazza ma Raymond lo aggredisce con un coltello; la rissa finisce male per entrambi poiché vengono arrestati dallo sceriffo e costretti a comparire il giorno dopo davanti all'autorità giudiziaria. Frank interviene pagando l'ammenda stabilita dal giudice e poi fra i due fratelli avviene un duro scontro verbale che si conclude con la definitiva rottura.
Malgrado tutto, due fattori sembrano offrire a David una speranza di riscatto: un interesse paterno per sua nipote Dawn (Diana, nella versione italiana) figlia di Frank, e l'amore per Gwen, che lo aiuta a rivedere e pubblicare su una rivista a puntate il suo ultimo romanzo. L'insegnante non accetta però la sua proposta di matrimonio a causa del suo stile di vita e della gente che frequenta e l'umiliazione lo spinge ad accettare l'offerta di Fischio di trascorrere un fine settimana a Indianapolis con la sua ragazza, Rosalie, e Ginnie che cerca di riscattarsi dalla precedente vita lavorando in una fabbrica di reggiseni proprio insieme a Rosalie; le due hanno fatto amicizia e così Rosalie informa Ginnie che David ha una cotta per Gwen. In un locale, però, l'uomo incontra Diana, fuggita da casa dopo aver visto casualmente il padre in auto baciare la sua giovane segretaria Jane Barclay. Lo zio riesce a convincerla a tornare a casa in pullman per non tenere in ansia i genitori ma la nipote è comunque determinata a trovarsi un lavoro lontana da Parkman. Al motel, durante il poker, Fischio viene ferito da una coltellata di un giocatore che lo ha accusato di barare perciò, mentre Ginnie e Rosalie fanno ritorno a casa, David accompagna l'amico in ospedale, dove il medico gli diagnostica anche una grave forma di diabete mellito e lo informa che se non smetterà di bere alcolici non vivrà ancora per molto; lui però dichiara tranquillamente che non ha nessuna intenzione di farlo, non prestando ascolto neanche a David.
Ginnie, una volta rientrata a Parkman, si reca nella classe dove Gwen insegna per chiederle piangendo se intende sposare David e promettendole in caso affermativo di farsi da parte. Gwen la rincuora dichiarando che ha unicamente aiutato lo scrittore a pubblicare il romanzo e che fra di loro non c'è alcun legame sentimentale; Ginnie la ringrazia e se ne va piena di speranza. Nel frattempo anche David e Fischio rientrano a casa. Dopo un altro scontro con Frank nella gioielleria e un'ultima visita a Gwen - che lo congeda bruscamente ma scoppia in lacrime amare quando se ne va - David decide che, benché non corrisponda certo al suo ideale, è Ginnie la sua giusta compagna di vita e risponde finalmente al suo grande amore incondizionato offrendosi di sposarla. Chiede a Fischio di fargli da testimone ma lui sdegnosamente rifiuta.
Dopo il matrimonio, al luna park, Ginnie dimostra inequivocabilmente la profondità del suo amore per David sacrificando la propria vita per proteggerlo da un colpo di pistola sparato dal suo ex Lanchak, tornato ubriaco da Chicago per vendicarsi delle nozze. Al funerale anche Fischio è presente e, commosso, rende omaggio alla ragazza che tanto aveva disprezzato in vita levandosi dal capo per la prima e unica volta il suo inseparabile cappello da cowboy.

## Colonna sonora
La raccolta completa della colonna sonora originale di Qualcuno verrà è stata pubblicata nel 2007 dalla Warner Bros. nell’album Some Came Running (CD FSM Vol. 10 No. 1), facente parte della collana Film Score Golden Age Classics; le tracce comprendono anche brani inizialmente da includere ma successivamente non inseriti nella colonna medesima.
- Some Came Running: The Original Soundtrack

## Riconoscimenti
- 1959 - Premio Oscar
  - Candidatura Miglior attrice protagonista a Shirley MacLaine
  - Candidatura Miglior attore non protagonista a Arthur Kennedy
  - Candidatura Miglior attrice non protagonista a Martha Hyer
  - Candidatura Migliori costumi a Walter Plunkett
  - Candidatura Miglior canzone (To Love and Be Loved) a Jimmy Van Heusen e Sammy Cahn
- 1959 - Golden Globe
  - Candidatura Miglior attrice in un film drammatico a Shirley MacLaine.